# 拉格拉沃里
拉格拉沃里（法語：La Graverie，法語發音：[la ɡʁavʁi] ⓘ）是法国卡尔瓦多斯省的一个旧市镇，属于维尔区。2016年，拉格拉沃里与临近的19个市镇合并为新市镇苏勒夫尔昂博卡日。

## 地理
拉格拉沃里（48°53'39"N, 0°52'50"W）面积11.89 平方千米，位于法国诺曼底大区卡爾瓦多斯省，该省份为法国西北部沿海省份，北濒大西洋英吉利海峡，东北与滨海塞纳省以海上边界相接，东临厄尔省，南至奧恩省，西与芒什省接壤。
与拉格拉沃里接壤的市镇（或旧市镇、城区）包括：勒贝尼博卡日、比尔西、卡维尔、勒代塞尔、埃图维、勒勒屈莱、圣玛丽洛蒙、维尔诺曼底、维尔、库隆斯。
拉格拉沃里的时区为UTC+01:00、UTC+02:00（夏令时）。

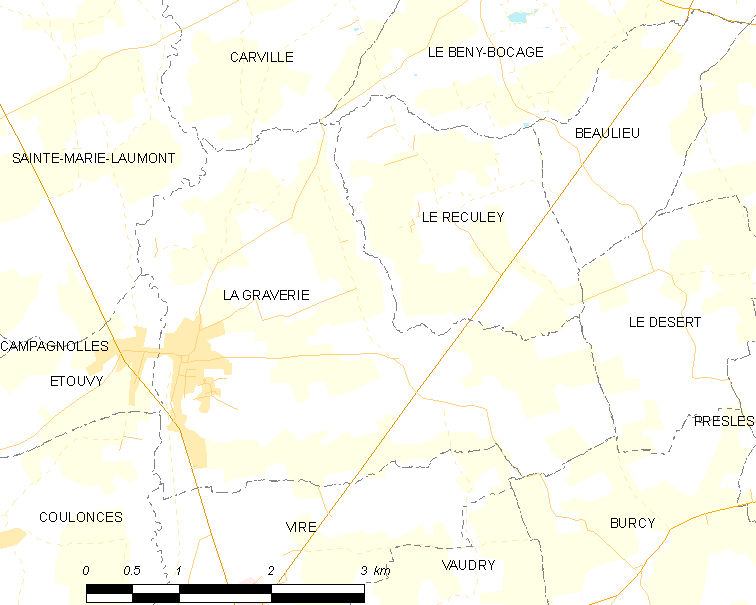
拉格拉沃里的OSM定位图

## 行政
拉格拉沃里的邮政编码为14350，INSEE市镇编码为14317。

## 政治
拉格拉沃里所属的省级选区为诺曼底地区孔代县。

## 人口

1962-2008年间拉格拉沃里人口变化图示

拉格拉沃里于2018年1月1日时的人口数量为1184人。